# Салювії

Карта племен галів у Провансі

Салювії (лат. Salluvii), також Салії (дав.-гр. Σάλυες) — кельто-лігурійське плем'я, що жило на півдні античної Галлії від Родану до Приморських Альп. В межі розселення племені входили античні поселення Масалія, Арелат, опідуми Гланум і Антремон. До салювіїв також зараховують менші племена — коммонів, аватиків, оксибіїв, декувіатів, альбієнсів та ін.
Перші відомості про них подає Тит Лівій, розповідаючи про переселення галлів через Альпи. В одному з розділів він згадує плем'я Саліїв, яке ворогувало із грецькими колоністами Массалії, і розповідає що галли Белловеза допомогли массилійцям укріпитись на узбережжі, оскільки вбачали добрим знаком допомогу таким же переселенцям, як і вони самі. В наступному розділі він розповідає що Салювії і Лібуї перейшли Альпи і осіли біля Тицину, потіснивши місцевих лігурів.
124 року до н. е., потерпаючи від нападів салювіїв, мешканці Массалії звертаються за допомогою до Риму. Марк Фульвій Флакк, скориставшись цим, розбиває військо салювіїв, спалює антремонський опідум і приєднує до римських володінь Південну (майбутню Нарбонську) Галлію. Лівій вказує, що таким чином салювії стали першим лігурійським племенем по інший бік Альп, яке скорилось Риму.
Війни салювіїв проти римлян тривали до 122 року до н. е., коли заснування проконсулом Галлії Гаєм Секстієм Кальвіном колонії Секстієві Акви (Aquae Sextiae Salluviorum) поруч зі зруйнованим опідумом салювіїв, остаточно закріпило Нарбонську Галлію за Римом.